# Mount & Blade: With Fire and Sword
Mount & Blade: With Fire and Sword ist ein türkisches Action-Rollenspiel der Mount-&-Blade-Reihe von TaleWorlds Entertainment und erschien am 3. Mai 2011. Vertrieben wird es von Paradox Interactive.

## Handlung
With Fire and Sword spielt zur Zeit des Kosaken-Aufstandes (auch Chmelnyzkyj-Aufstand) im 17. Jahrhundert. Die Handlung ist dabei stark an den im 19. Jahrhundert erschienenen, von Henryk Sienkiewicz geschriebenen, Roman Mit Feuer und Schwert angelehnt.

## Gameplay
Das Gameplay ist fast komplett aus den Vorgängern übernommen, nur einzelne Aspekte wurden im Vergleich zum Vorgänger geändert (siehe Abschnitt Neuerungen).
Zu Beginn des Spieles erstellt man sich in einem Charaktereditor einen eigenen Spielercharakter. Die Handlung spielt im Bereich der heutigen Ukraine, des Baltikums und Westrusslands im 17. Jahrhundert. Die Kosaken rebellieren unter Anführung von Bohdan Chmelnyzkyj gegen ihre Herren Polen-Litauens. Dabei kann man entscheiden ob man sich auf die Seite der revolutionären Kosaken, dem krisengebeutelten Polen, dem von den Kosaken zur Hilfe gerufenen Zarentum Russland oder den beiden abwartenden Schweden oder Khanat der Krim schlägt. Darüber hinaus kann man sich für drei verschiedene Hauptquests entscheiden, von denen zwei auf realen Ereignissen basieren (Falscher Dmitri, Schwedische Sintflut).
Auf der Weltkarte kann man in Echtzeit per Klick zu einer anderen Position reisen. Auf der Karte ist es möglich mit festen Plätzen (bspw. Burgen, Dörfern und Städten) oder beweglichen Einheiten (Plünderern, Karawanen, fürstliche Armeen) zu interagieren. Es ist außerdem möglich gewisse Managementaspekte des Spiels auf dieser Karte vorzunehmen.
Im Falle des Betretens eines der genannten Orte oder einer Schlacht wechselt die Ansicht von der Kartenperspektive zu einer Third-Person-Perspektive und man ist in für Rollenspiele typischer Weise in der Lage, den Charakter über Maus und Tastatur zu steuern.
Eine elementare Spielidee von Mount & Blade ist dabei, dass man nicht nur sich selbst, sondern eine ganze von einem selbst aufgebaute Söldnerkompanie in die Schlacht führt. Diese Söldner können als Rekruten in den Dörfern der Weltkarte angeworben werden und durch Training zu stärkeren Einheiten aufgewertet werden, oder in Tavernen erworben werden.

## Neuerungen
Die wichtigsten Neuerungen im Vergleich zu den beiden Vorgängern (Mount & Blade, Mount & Blade: Warband):
- Die Grafik wurde verbessert
- Es gibt Feuerwaffen, aber keine Armbrüste mehr
- Es gibt einen historischen Hintergrund
- Auch in Burgen und Festungen gibt es Tavernen und Marktplätze
- In Städten können Akademien, Rüstmeister, Garnisonsmeister, uvm. gebaut werden, die dazu dienen in Städten Soldaten zu rekrutieren, automatisch Garnison in eigene Lehen zu rekrutieren usw.
- In den Dörfern können nur noch Miliz-Einheiten rekrutiert werden
- Es existieren nicht mehr die sogenannten „Truppenstammbäume“, die ermöglichen aus schwachen Einheiten Elite-Truppen auszubilden. Ab sofort werden Einheiten nur noch zu einer Veteran-Version der Einheit
- Es gibt keine Gewerbe, jedoch kann man durch Karawanen Handel betreiben
- Drei „Storylines“ stehen nun zur Verfügung, was im Vorgänger nicht der Fall war („Die Sintflut“ als Hauptquest der Polen, „Der falsche Dmitiri“ als Hauptquest des russischen Zarentums und „Das Geheimnis des schwarzen Streitkolbens“ als Hauptmission der Kosaken).[2][3][4]

## Rezeption
Mount & Blade: With Fire and Sword erhielt gemischte bis positive Wertungen. Laut GameStar lege das Spiel im Vergleich zu seinen Vorgängern bei der Story zu, büße das aber bei Teilen der Spielmechanik wieder ein.

„Feuriger Ableger, allerdings weniger komplex als Warband.“

Das englischsprachige Onlinemagazin IGN stellte fest, dass Mount & Blade generell weit entfernt von einer perfekten Serie sei. Die Spiele kämpfen mit Bugs, seien hässlich und schwer, böten aber eine große Portion Vergnügen für Spieler die dran bleiben. Die Handlung von With Fire and Sword habe dabei kaum nennenswerte Auswirkung auf den Kern des Spielprinzips. Das Hinzufügen von Schusswaffen fühle sich für den Redakteur eher wie ein Nachteil an. Für Fans der Serie sei der Titel keine Must-Have-Erweiterung.

## Modding
Es gibt zwar einzelne Modifikationen für Mount & Blade: With Fire and Sword, doch der Großteil der Modcommunity widmet sich Mount & Blade: Warband.